# Baldellia
Genre
Baldellia est un genre de plantes aquatiques de la famille des Alismatacées, originaire d'Europe et d'Afrique du Nord.

L'espèce Baldellia ranunculoides est localement protégée.

## Espèces
En France il n'existe que deux espèces :
- Baldellia ranunculoides (L.) Parl. 
Synonymie : cette plante a aussi été appelée Alisma ranunculoides L. ou Echinodorus ranunculoides Engelm.
- Baldellia alpestris (Cosson) Vasc.